# バウンティ・キッド
『バウンティ・キッド』（原題：THE WHITE RIVER KID）は、アメリカ合衆国の映画作品。

## キャスト
| 役名                     | 俳優                   | 日本語吹替 |
| ------------------------ | ---------------------- | ---------- |
| モラレス・ピットマン     | アントニオ・バンデラス | 檀臣幸     |
| ホワイト・リバー・キッド | ウェス・ベントリー     | 坂詰貴之   |
| エヴァ                   | エレン・バーキン       | 日野由利加 |
| エドガー修道士           | ボブ・ホスキンス       | 後藤哲夫   |
| リサ                     | キム・ディケンズ       | 魏涼子     |
| ラルフ                   | マイケル・マッシー     | 仲野裕     |
| 保安官ベッカー           | ランディ・トラヴィス   | 田中正彦   |
| レジー                   | チャド・リンドバーグ   | 滝知史     |
| 父ウィード               | ボー・ブリッジス       | 小川隆市   |
| 母ウィード               | スージー・カーツ       | 望木祐子   |

- その他の声の吹き替え：大黒和広／水野光太／花嶋千代／西野亜紀子／高橋翔